# Охридски споразум
Охридски споразум је мировни споразум потписан између македонске владе и представника Албанаца у Републици Македонији 13. августа 2001. Споразумом је завршен сукоб Ослободилачке националне армије и македонских снага безбедности и њиме су унапређена права Албанаца у Републици Македонији. Иако је учествовала у оружаном сукобу, Ослободилачка национална армија није учествовала директно у преговорима.
Споразумом је договорено да албански језик постане званични језик у држави, где језик говори више од 20% популације заједно са македонским језиком на општинском нивоу.

## Потписници
- Борис Трајковски – Други председник Републике Македоније
- Љупчо Георгијевски - први председник ВМРО-ДПМНЕ
- Имер Имери - председник ПДП
- Бранко Црвенковски - председник СДСМ
- Арбен Џафери - председник ДПА
- Џејмс Пердју - представник САД[2]
- Франсоа Леотар - представник ЕУ